# チャムレウネソーク・アオ・オウドンポーン
チャムレウネソーク・アオ・オウドンポーン（Chamleunesouk Ao-Oudomphonh、1978年9月24日-）はラオスの男子陸上競技選手。専門は短距離走、走り高跳び。
2004年にアテネオリンピックに出場し、男子100mの予選で11秒30の自己ベストを記録したが予選敗退している。この大会では開会式で選手団の先頭に立ち旗手も務めている。2006年にはモスクワで開催された世界室内陸上競技選手権大会の男子60mにも出場した。